# 129
Secole: Secolul I - Secolul al II-lea - Secolul al III-lea
Decenii: Anii 70 Anii 80 Anii 90 Anii 100 Anii 110 Anii 120 Anii 130 Anii 140 Anii 150 Anii 160 Anii 170
Ani: 124 | 125 | 126 | 127 | 128 | 129 | 130 | 131 | 132 | 133 | 134

## Nașteri
- dată necunoscută: Galenus  (d. ?)

## Decese
- dată necunoscută: Diogen al Bizanțului episcop de Bizanț de la începutul secolului 2 (n. ?)